# 伯方・大島大橋

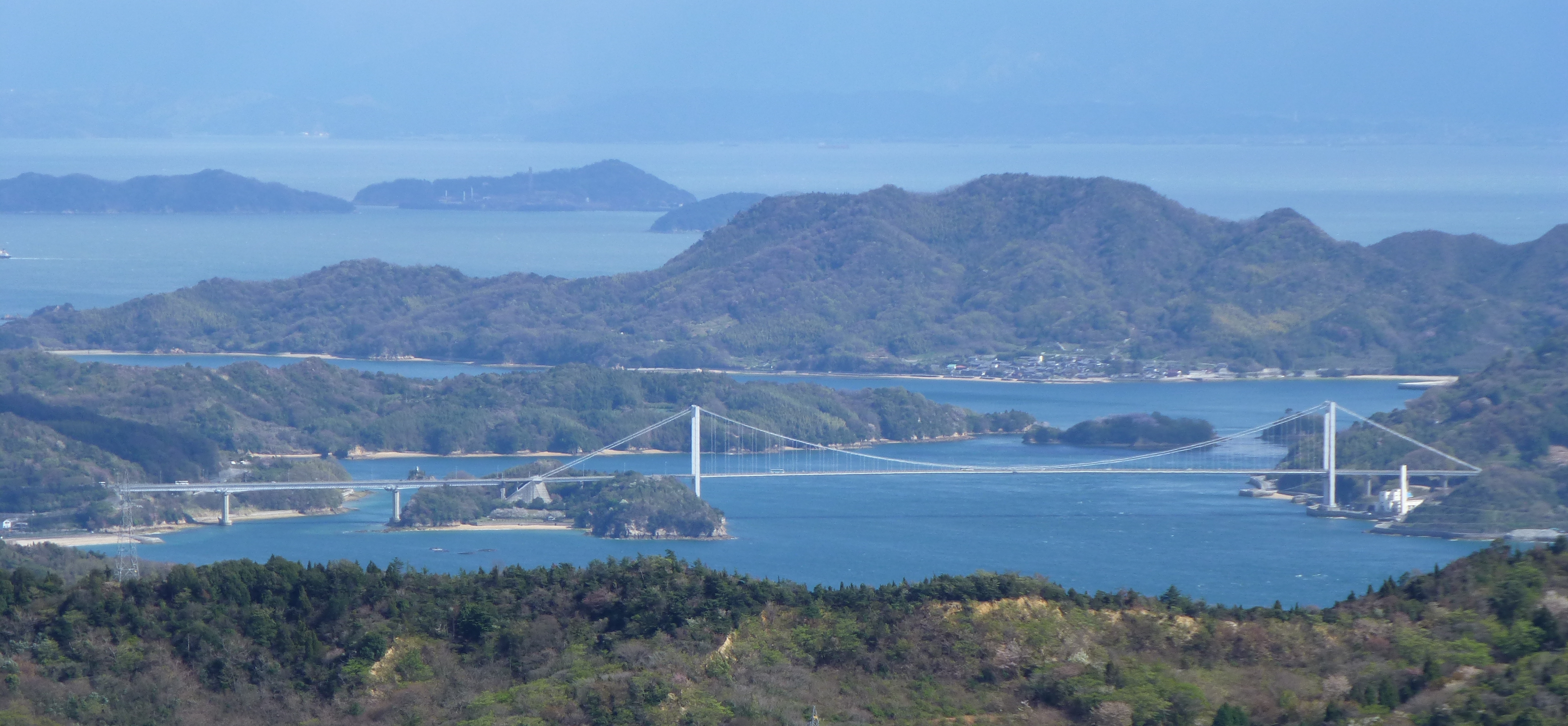
左側が伯方橋、右側が大島大橋。北西6km（鷲ヶ頭山、標高436m）より撮影

伯方・大島大橋（はかたおおしまおおはし）は、西瀬戸自動車道（しまなみ海道、国道317号バイパス）を構成する10の橋のうちの、一体構造になっている伯方橋と大島大橋の総称である。

## 概要
伯方島と大島が最も接近する「宮窪瀬戸」に架橋された橋梁である。宮窪瀬戸に浮かぶ見近島を挟んで、伯方島側が「伯方橋」（3径間連続鋼床板箱桁橋）、大島側が「大島大橋」（単径間2ヒンジ補剛箱桁吊橋）であるが、無人島である見近島には自動車の出入口がなく（歩行者自転車用の入口のみ設置）、2つの橋が連続構造になっていることから、一般向けの案内上は「伯方・大島大橋」とまとめて称されている。
- 供用開始：1988年1月17日
- 全長：1230m
- 路線名：国道317号（西瀬戸自動車道）
- 道路構造：第1種3級
- 設計速度：80km/h（規制速度70km/h）
- 車線数：暫定2車線

## 通行料金
伯方島 - 大島北 4.3km、2007年4月現在
- 歩行者 - 無料
- 自転車・原付 - 50円
- 軽自動車 - 400円
- 普通車 - 550円
- 中型車 - 650円
- 大型車 - 850円
- 特大車 - 1,550円

## 特記事項
- 歩行者道、バイク道が併設されており、途中に位置する見近島へは歩行者・自転車・バイクのみ降りられる。
- 風速15mで歩行者道、バイク道の通行止め、および自動車専用道路部の2輪通行止めと4輪が50km/h規制となる。
- 風速25mで自動車専用道路部が通行止めとなる。

## 外部サイト
- JB本四高速 - 本州四国連絡高速道路（公式サイト）
  - しまなみ海道の橋　伯方・大島大橋